# 新・平家物語 (映画)
『新・平家物語』（しんへいけものがたり）は、1955年（昭和30年）9月21日公開の日本映画。大映製作・配給。監督は溝口健二、主演は市川雷蔵。カラー、スタンダード、108分。昭和30年度芸術祭参加作品。

## 概要
吉川英治の同名歴史小説を、3部作で映画化した大河シリーズの第1作で、平安時代末期に貴族との激しい抗争の中で台頭してきた武士階級の御曹司・平清盛が、自らの出生の秘密に悩みながら成長していく姿を描く。スタッフには撮影の宮川一夫、美術の水谷浩、色彩監修の和田三造など、数々の映画賞に輝いたベテランが顔を揃えた。長回しのカメラワークはヌーヴェルヴァーグの映画人に高く評価された。配収は1億7303万円で、この年の邦画配収ランキング第4位となった。翌1956年（昭和31年）1月に続編の『新・平家物語 義仲をめぐる三人の女』（監督：衣笠貞之助）、同年11月には3作目の『新・平家物語 静と義経』（監督：島耕二）が公開された。
2006年（平成18年）12月22日に溝口健二監督没後50年を記念して、角川エンタテインメントから発売されたDVD-BOXに収録された。2009年（平成21年）11月27日には市川雷蔵没後40年を記念して角川エンタテインメントからデジタル修復版のDVDが発売された。

## キャスト
- 平清盛：市川雷蔵
伊勢平氏の棟梁・平忠盛の嫡子。
- 妻時子：久我美子
貧乏貴族の娘。清盛の正室（継室）になる。
- 藤原時忠：林成年
時子の同母弟。
- 泰子：木暮実千代（松竹）
清盛の母。元・祇園の白拍子。白河上皇の寵愛を受けていたことを鼻にかけている。
- 平忠盛：大矢市次郎
清盛の父。泰子が妊娠していることを知った白河上皇により泰子と結婚させられた。
- 伴卜：進藤英太郎（東映）
五条の商人で、通称は朱鼻の伴朴。清盛に実父が白河上皇であると告げる。
- 木工助家貞：菅井一郎
忠盛の家臣。白河上皇以外に泰子に男がいたことを清盛に教える。
- 左大臣頼長：千田是也
関白忠通の弟。武士階級を露骨に蔑んでいる。
- 白河上皇：柳永二郎（松竹）
白拍子時代の泰子のもとをしばしば訪れており、清盛の実父と見られている。
- 藤原時信：石黒達也
時子、時忠姉弟の父。清盛に忠盛の暗殺計画を洩らしたため藤原一門から追放された。
- 延暦寺の僧了観：羅門光三郎
比叡山延暦寺の僧。
- 延暦寺の僧如空：澤村國太郎
延暦寺の僧。
- 延暦寺の僧映範：杉山昌三九
延暦寺の僧。
- 延暦寺の僧乗円：荒木忍
延暦寺の僧。
- 久世治久：香川良介
- 関白忠通：十朱久雄
頼長の兄。気弱な性格で、弟頼長の影に隠れがちである。
- 平六：河野秋武
家貞の子。時忠とともに比叡山の荒法師と諍いを起こす。
- 鳥羽上皇：夏目俊二
白河上皇の孫。忠盛・清盛親子に目をかける。
- 一條基成：春本富士夫
- 日野宗康：南部彰三
- 秀成：南條新太郎
- 経房：水野浩（東映）
- 経行：上田寛
- 忠盛の郎党：光岡龍三郎、横山文彦
- 白山寺の僧：東良之助
- 市場の商人：大邦一公
- 町の者：石原須磨男
- 延暦寺の僧実相：伊達三郎
- 留守の小者：葉山富之輔
- 平経盛：舟木洋一
- 藤原滋子：中村玉緒
- 郎党の妻女：橘公子
- 祇園女御の考婢：小松みどり
- 感神院の僧：大崎四郎
- 加賀の国の庁の役人：原聖四郎
- 婢女：九条雅代
- 市場の酒売り：石原須磨男
- 遊女玉木：小柳圭子

## スタッフ
- 監督：溝口健二
- 原作：吉川英治『新・平家物語』（週刊朝日連載、朝日新聞社版）
- 脚本：依田義賢、成沢昌茂、辻久一
- 製作：永田雅一
- 企画：川口松太郎、松山英夫
- 撮影：宮川一夫
- 録音：大谷巌
- 照明：岡本健一
- 美術監督：水谷浩
- 衣裳考証：上野芳生
- 装飾考証：高津利治
- 色彩監修：和田三造
- 音楽監督：早坂文雄（東宝）
- 按舞：三橋蓮子
- 和楽：小寺金七、望月太郎明
- 洋楽：佐藤勝
- 編集：菅沼完二
- 助監督：弘津三男、土井茂
- 現像：東洋現像所